# Kanton Ancy-le-Franc
Kanton Ancy-le-Franc is een voormalig kanton van het Franse departement Yonne. Het kanton maakt deel uit van het arrondissement Auxerre. Het werd opgeheven als gevolg van de administratieve herindeling beslist in 2013 en van kracht sinds 22 maart 2015. Alle gemeenten werden opgenomen in het dan gevormde kanton Le Tonnerrois.

## Gemeenten
Het kanton Ancy-le-Franc omvat de volgende gemeenten:
- Aisy-sur-Armançon
- Ancy-le-Franc (hoofdplaats)
- Ancy-le-Libre
- Argentenay
- Argenteuil-sur-Armançon
- Chassignelles
- Cry
- Fulvy
- Jully
- Lézinnes
- Nuits
- Pacy-sur-Armançon
- Perrigny-sur-Armançon
- Ravières
- Sambourg
- Stigny
- Villiers-les-Hauts
- Vireaux